# Jan Umlauf
Pour les articles homonymes, voir Umlauf.
Jan Umlauf, né le 21 juin 1825 à Mlýnice (cs) (commune de Červená Voda), mort le 9 janvier 1916 est un peintre académique tchèque.

## Vie et œuvre
Jan Umlauf naît dans une famille d'artistes, peintres et sculpteurs autodidactes, dont son père Dominik Umlauf (1792-1872). Tout comme son frère aîné Ignác (né en 1821), Jan est envoyé à l'académie de Prague, puis, en 1839 à Vienne. Il compte parmi ses professeurs Joseph von Führich.
Après la mort prématurée d'Ignác en 1851, Jan se consacre à la peinture religieuse. On lui doit plus de 300 retables, environ 400 portraits et plus de vingt chemins de croix. Ses œuvres décorent une centaine d'églises autour de Letohrad, Ústí nad Orlicí et de Lanškroun, en Moravie, mais également dans des régions plus éloignées de Bohème, comme dans le cloître Svatá Hora (de). Beaucoup de ses tableaux sont aujourd'hui exposés à Letohrad.
Jan Umlauf est également un des pionniers de la photographie tchèque. Ses clichés, pris entre 1865 et 1875, immortalisent les environs de Letohrad et de Příbram[Laquelle ?].
Quoique marié deux fois, Jan Umlauf est mort sans descendance.

## Galerie

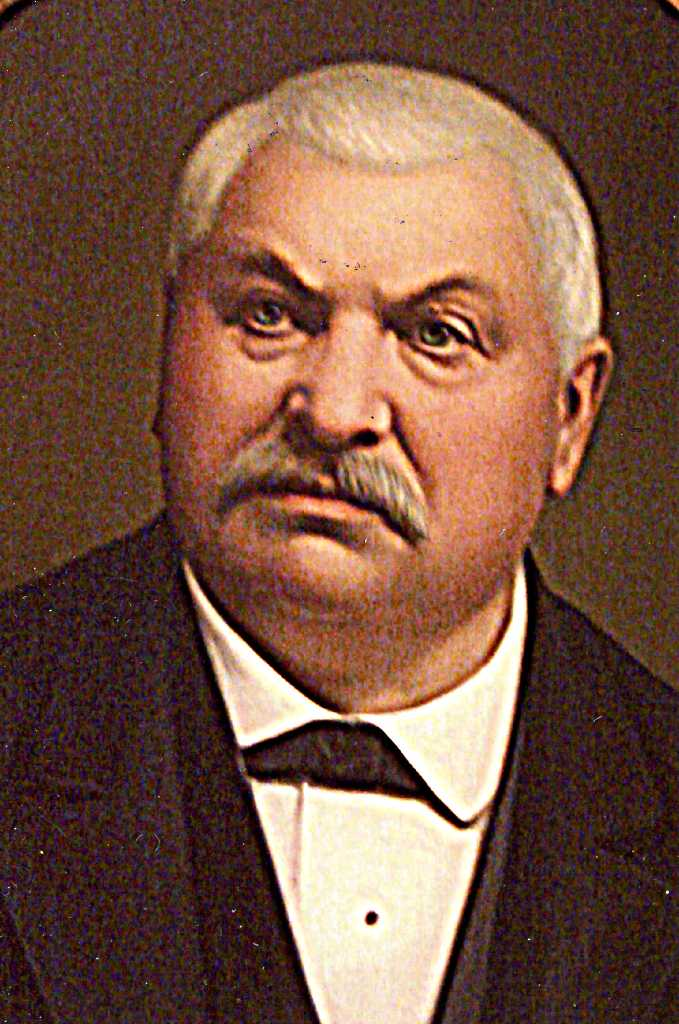
Jan Umlauf - Portrét  Františka Hostinského
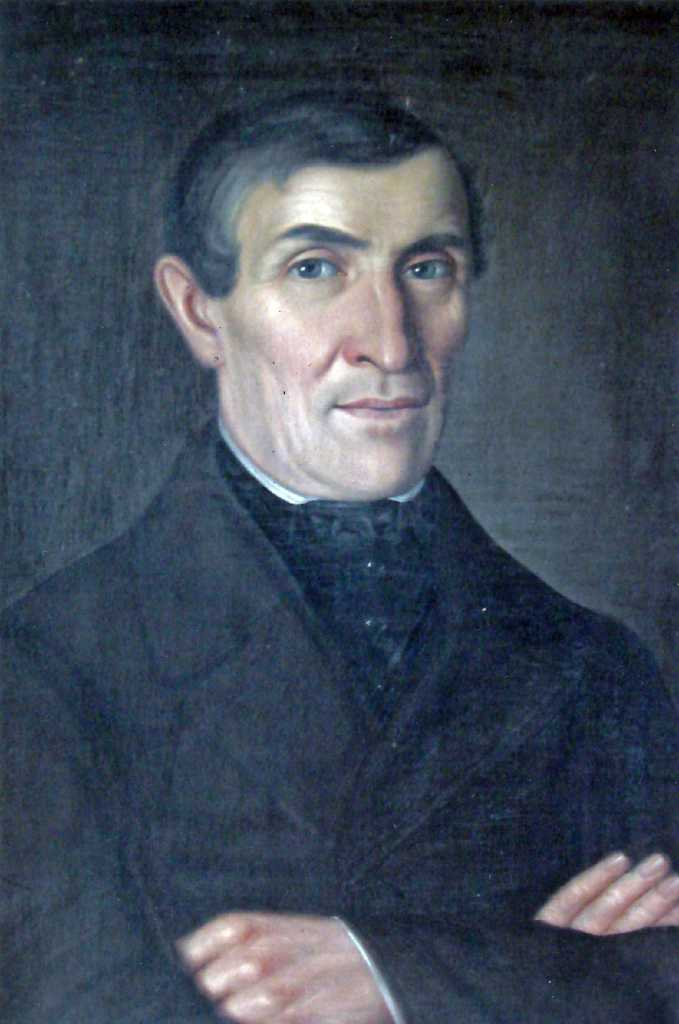
Jan Umlauf - Portrét  Josefa Barvínka
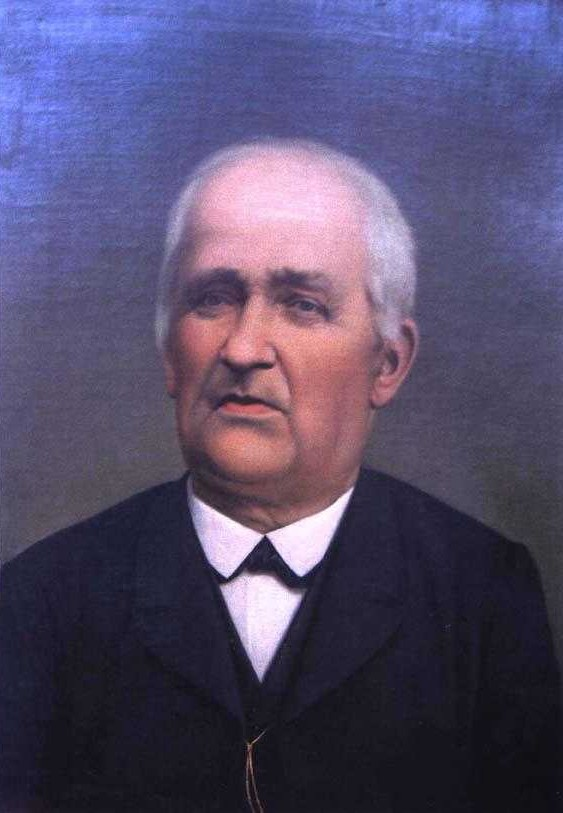
Jan Umlauf - Portrét  lékaře a starosty Josefa Vepřeka
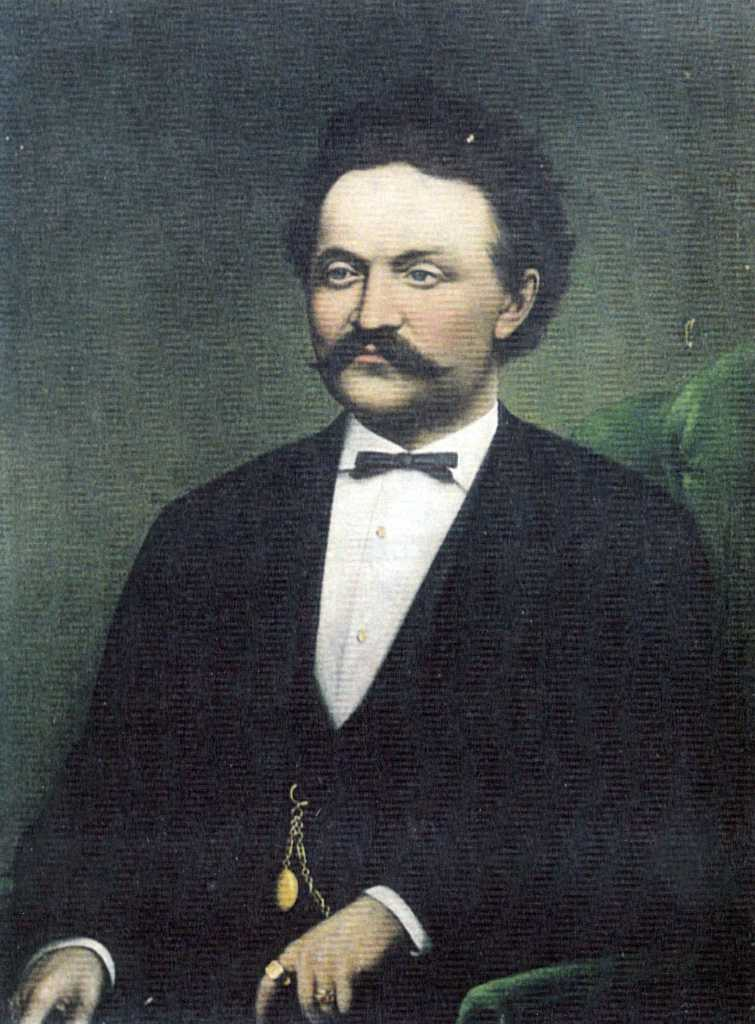
Jan Umlauf - Portrét obchodníka Františka Kryštofka
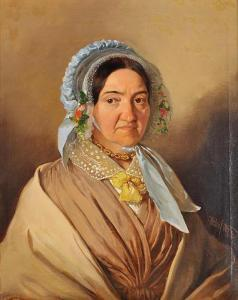
Jan Umlauf - Portrét paní F.B.  (1844)
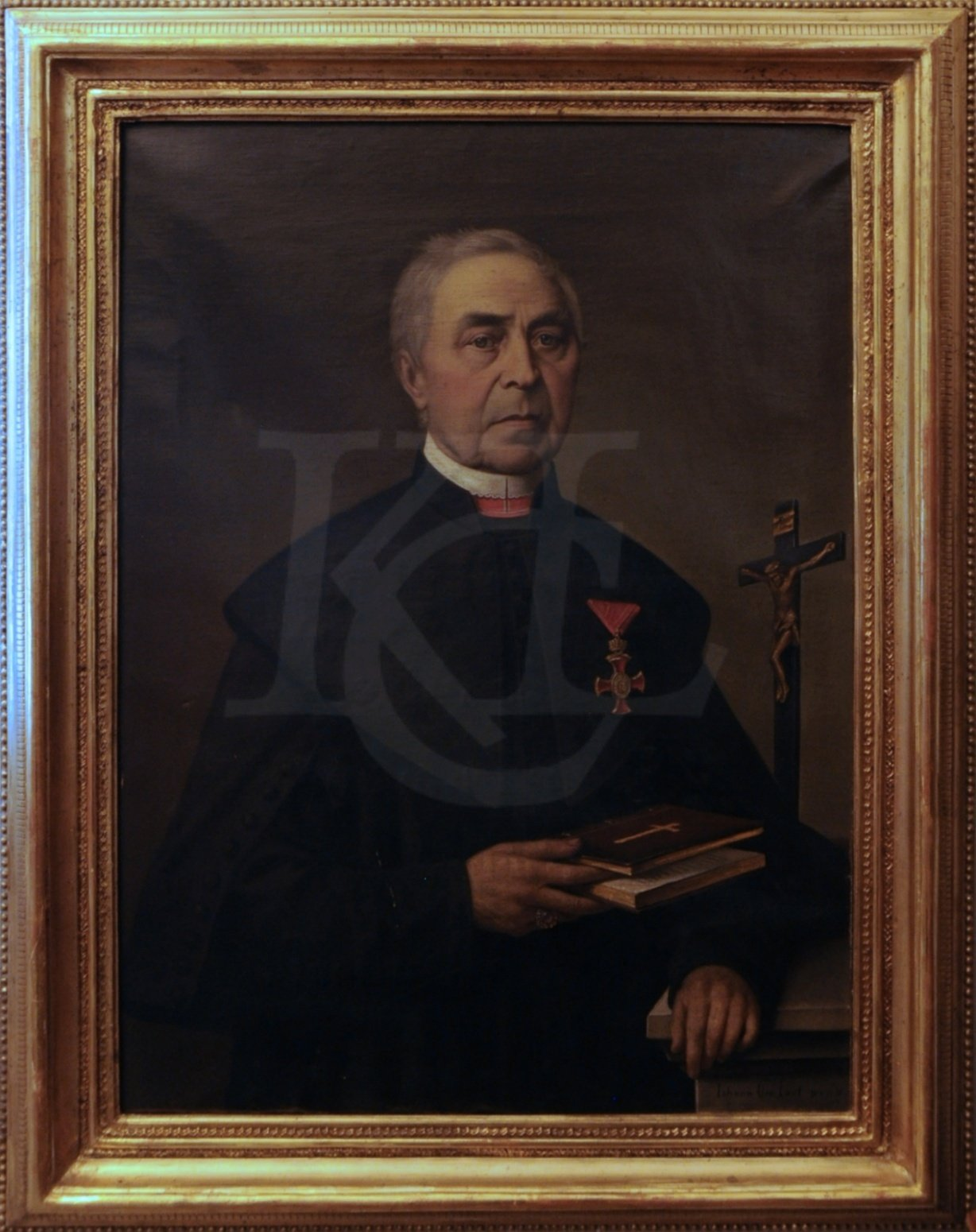
Jan Umlauf - portrét Antonína Buchtela